# Callocephalon fimbriatum
Callocephalon fimbriatum là một loài chim trong họ Cacatuidae.

## Hình ảnh

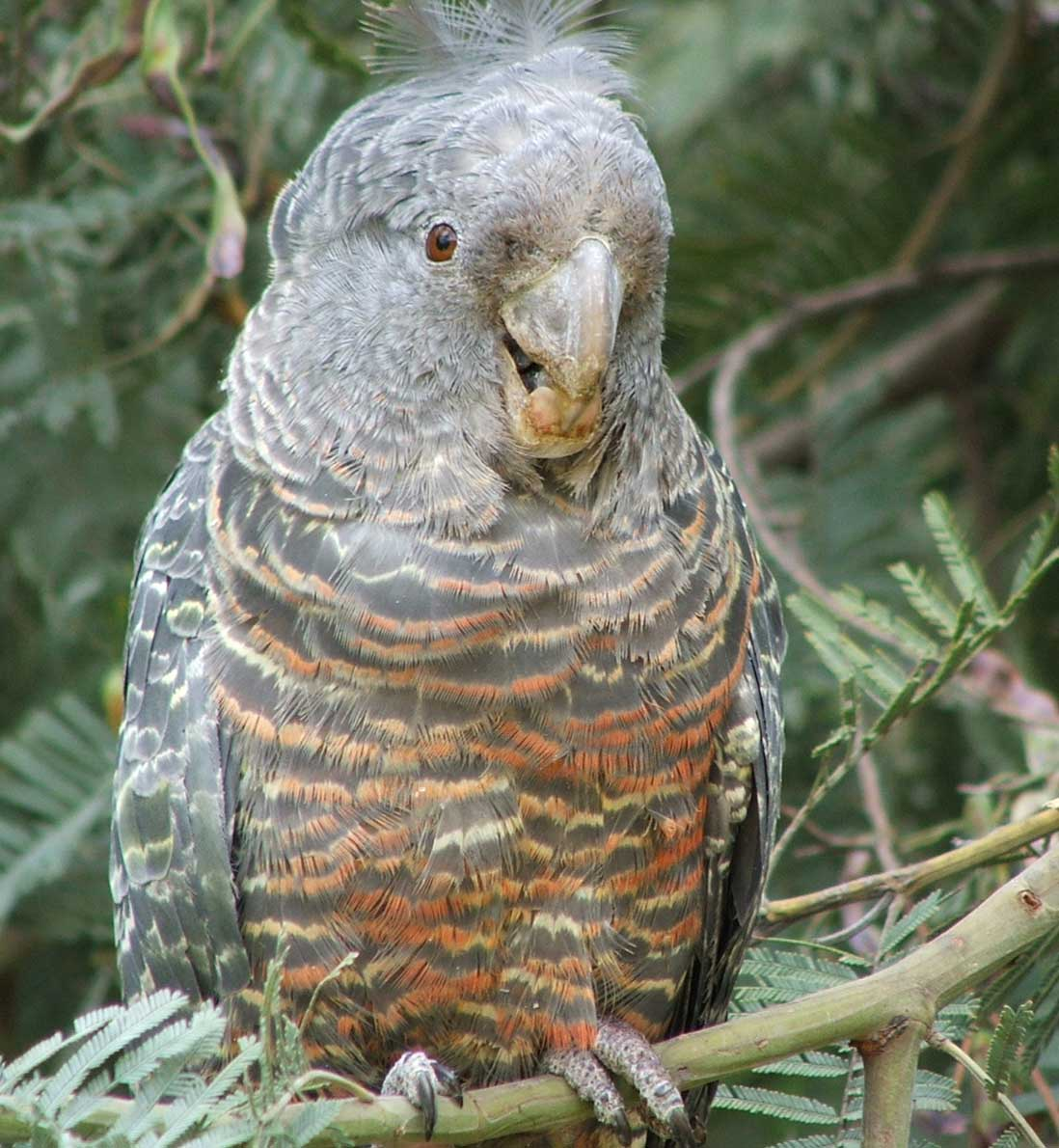
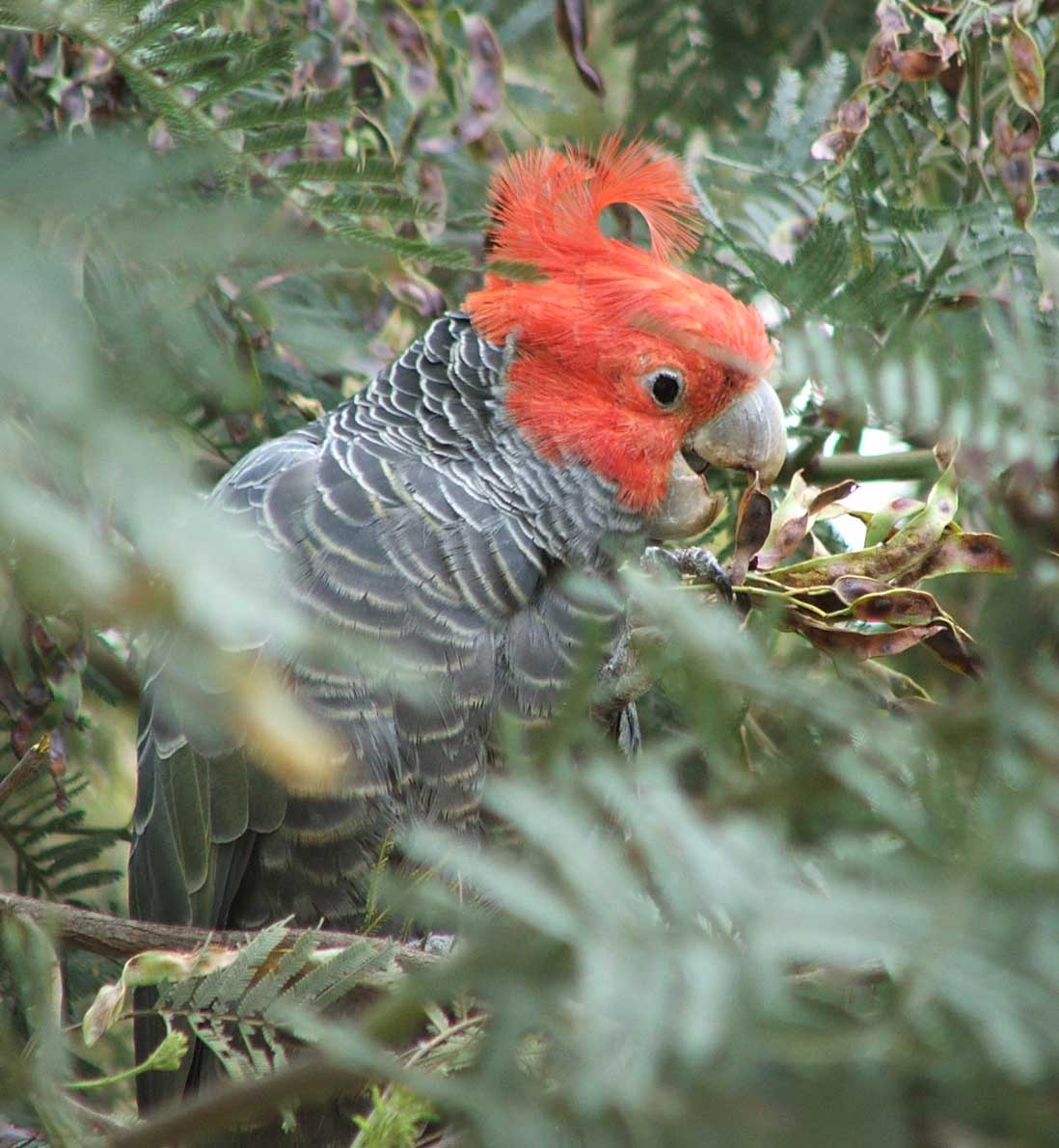
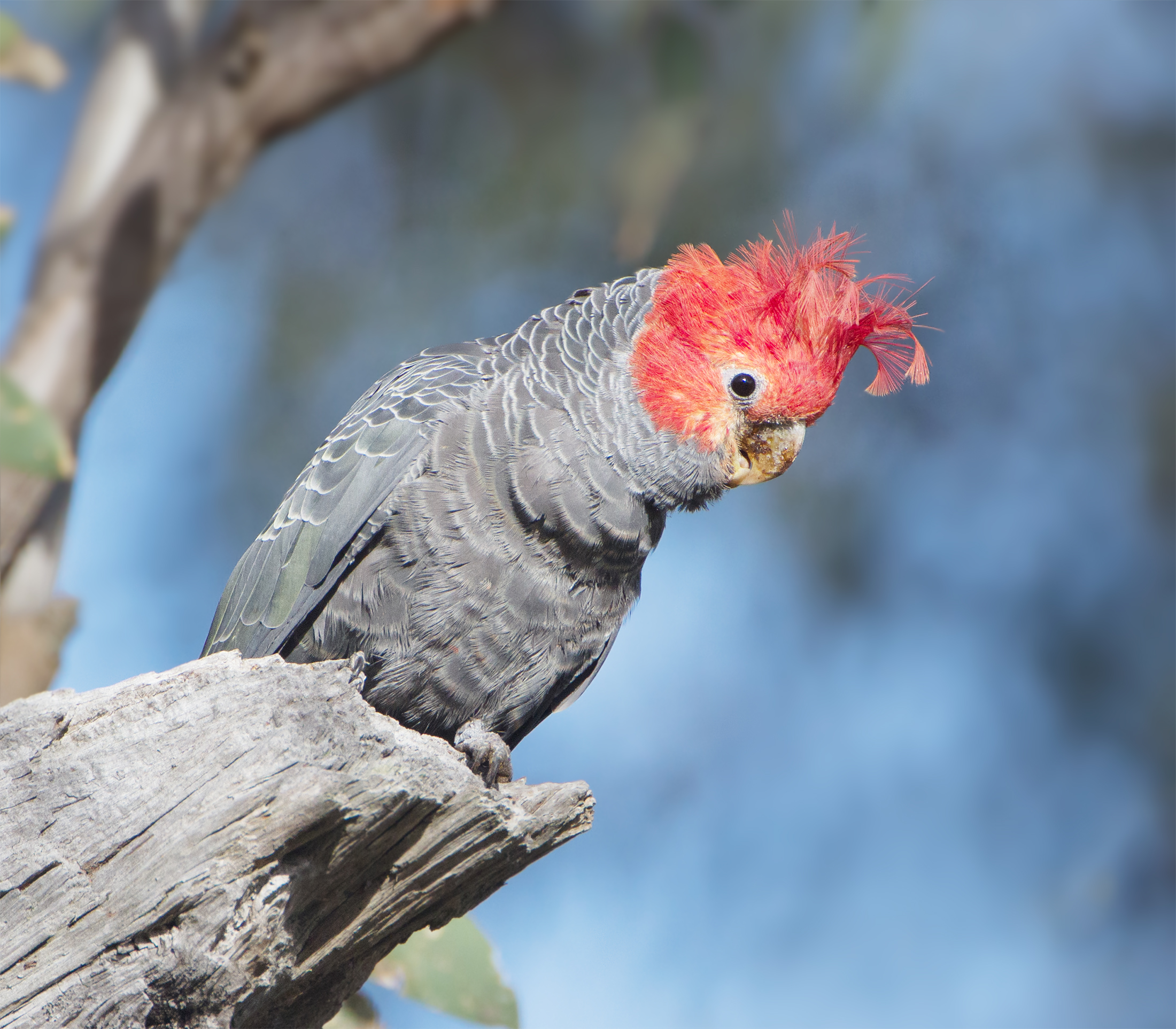